# Cold Norton, Staffordshire
Cold Norton var en civil parish 1866–1932 när det uppgick i Chebsey, i grevskapet Staffordshire i England. Civil parish var belägen 10 km från Stafford och hade 73 invånare år 1931.